# Johnnie Baima
Sandie Crisp, mais conhecida como The Goddess Bunny (Santa Mônica, 13 de janeiro de 1960 - 27 de janeiro de 2021), foi uma atriz que ficou muito popular em filmes independentes na cultura underground. Da mesma forma ela contribuiu para sua própria fundação chamada "Morsis" que ajuda crianças ao redor do mundo a lidar com a poliomielite.
Ela ficou mundialmente famosa na internet nas décadas de 2000 e 2010, quando um vídeo seu chamado Obedece a la Morsa, foi enviado pelo canal do YouTube mexicano ObeyDaWalrus. A partir daí surgiram muitas boatos a cerca do vídeo, tornando uma creepypasta, que na verdade era apenas um trecho reeditado e com áudio distorcido de um documentário seu chamado The Goddess Bunny de 1994. 

## Biografia
Sandie Crisp, sofreu abuso sexual quando criança. Quando entrou na idade adulta, ela decidiu se tornar uma drag queen e adotar o nome artístico de The Goddess Bunny, com o qual ganhou popularidade na cultura underground e na cultura trans de Hollywood. Depois de sofrer de poliomielite, ela procurou um tratamento, que acabou sendo feito por médicos negligentes, que nela implantaram uma haste de aço na sua coluna vertebral, a fim de fortalecê-la, o que afetou sua postura e fez com que parasse de crescer. Ainda assim, ela não retirou a espalda. No final do ano de 1986, ela trabalhou como modelo com o fotógrafo Joel-Peter Witkin, em Los Angeles, realizando nu artístico que foi apresentado em importantes exposições, pelo mundo. Depois de atuar como The Goddess Bunny, ela manteve um relacionamento com  Rocky, um homem recém-libertado da prisão. Ela viveu por algum tempo em um trailer, com ele e sua mãe. O relacionamento acabou em razão de abuso doméstico por parte de seu parceiro.Depois de anos como drag queen, Crisp se assumiu como mulher trans e adotou o nome de Sandie Crisp.
Ela morreu no dia 27 de janeiro de 2021, de COVID-19. 

## Fenômeno da Internet
Em 5 de outubro de 2007 um vídeo seu chamado Obedece a la Morsa, foi enviado para o Youtube pelo canal mexicano ObeyDaWalrus. No vídeo, a atriz sapateava enquanto segurava um guarda-chuvas. Ainda realizava closes no rosto e olhava diretamente para câmera. O mesmo já tinha sido postado em 2005 pelo site Baum's World. Na época de seu lançamento foi alvo de boatos de que seria amaldiçoado, se tornando um creepypasta devido a seu conteúdo tenebroso e assustador. Na verdade, o vídeo era um trecho do documentário The Goddes Bunny, de 1998, apenas com um áudio distorcido. O vídeo original, assim como o canal que o postou, já não estão mais disponíveis, mesmo assim muitas republicações foram feitas por toda internet.  

## Filmografia
| Ano  | Filme                                  | Personagem       |
| ---- | -------------------------------------- | ---------------- |
| 1986 | Hollywood Vice Squad                   | Secretaria       |
| 1989 | The Goddess Bunny Channels Shakespeare | Ela mesma        |
| 1989 | The Drift                              | Condesa          |
| 1990 | The Ma Barker Story                    | Ma Barker        |
| 1998 | The Goddess Bunny                      | Ela mesma        |
| 2002 | $                                      |                  |
| 2006 | The Three Trials                       | Comensal         |
| 2010 | King Shoot                             | Namorada do papa |